# Ivan Perrillat Boiteux
Ivan Perrillat Boiteux (Annecy, 28 december 1985) is een Franse langlaufer. Hij vertegenwoordigde zijn vaderland op de Olympische Winterspelen 2014 in Sotsji.

## Carrière
Perrillat Boiteux maakte zijn wereldbekerdebuut in december 2008 in La Clusaz. In februari 2012 scoorde de Fransman in Rybinsk zijn eerste wereldbekerpunten. Op de wereldkampioenschappen langlaufen 2013 in Val di Fiemme eindigde hij samen met Mathias Wibault, Maurice Manificat en Robin Duvillard als negende op de 4x10 kilometer estafette. Tijdens de Olympische Winterspelen van 2014 in Sotsji eindigde Perrillat Boiteux als dertiende op de 50 kilometer vrije stijl en als veertigste op de 30 kilometer skiatlon, op de 4x10 kilometer estafette veroverde hij samen met Jean-Marc Gaillard, Maurice Manificat en Robin Duvillard de bronzen medaille.

## Resultaten

### Olympische Winterspelen
| Jaar | Plaats | Resultaten                                                     |
| ---- | ------ | -------------------------------------------------------------- |
| 2014 | Sotsji | 40e 30 km skiatlon · 13e 50 km vrije stijl · 4x10 km estafette |

### Wereldkampioenschappen
| Jaar | Plaats        | Resultaten           |
| ---- | ------------- | -------------------- |
| 2013 | Val di Fiemme | 9e 4x10 km estafette |

### Wereldbeker
Eindklasseringen
| Seizoen   | Algm | DI   | SP | TdS |
| --------- | ---- | ---- | -- | --- |
| 2011/2012 | 139e | 87e  | -  | -   |
| 2012/2013 | 164e | 103e | -  | DNF |
| 2013/2014 | 85e  | 51e  | -  | 37e |